# Ixothraupis guttata
Az Ixothraupis guttata  a madarak osztályának verébalakúak (Passeriformes) rendjébe és a tangarafélék (Thraupidae) családjába tartozó  faj.

## Rendszerezése
A fajt Jean Cabanis német ornitológus írta le 1850-ben, a Callispiza nembe Callispiza guttata néven. Egyes szervezetek a Tangara nembe sorolják Tangara guttata néven.

## Alfajai
- Ixothraupis guttata bogotensis Hellmayr & Seilern, 1912
- Ixothraupis guttata chrysophrys (P. L. Sclater, 1851)
- Ixothraupis guttata eusticta Todd, 1912
- Ixothraupis guttata guttata (Cabanis, 1850)
- Ixothraupis guttata tolimae Chapman, 1914
- Ixothraupis guttata trinitatis Todd, 1912[1]

## Előfordulása
Costa Rica, Panama, Brazília, Francia Guyana, Guyana, Kolumbia, Suriname, Trinidad és Tobago, valamint Venezuela területén honos.
Természetes élőhelyei a szubtrópusi és trópusi síkvidéki és hegyi esőerdők, valamint ültetvények és vidéki kertek. Állandó, nem vonuló faj.

## Megjelenése
Testhossza 12 centiméter.
|  |

## Életmódja
Gyümölcsökkel és ízeltlábúakkal táplálkozik.

## Természetvédelmi helyzete
Az elterjedési területe kicsi, egyedszáma ugyan csökken, de még nem éri el a kritikus szintet. A Természetvédelmi Világszövetség Vörös listáján nem fenyegetett fajként szerepel.